# الجدار الحديدي (فلم)
الجدار الحديدي (بالإنجليزية: The Iron Wall) هو فيلم وثائقي لعام 2006 عن إنشاء المستوطنات الإسرائيلية في الضفة الغربية.